# The Dutchman
The Dutchman ist ein Thriller von Andre Gaines. Der Film mit André Holland, Kate Mara, Zazie Beetz und Aldis Hodge in den Hauptrollen basiert auf dem gleichnamigen Theaterstück von Amiri Baraka und feierte im März 2025 beim South by Southwest Film Festival seine Premiere.

## Handlung
Der erfolgreiche schwarze Geschäftsmann Clay hat Probleme in seiner Beziehung und nimmt daher gemeinsam mit seiner Frau Kaya an einer Paartherapie bei Dr. Amiri teil. Kaya möchte, dass ihr Mann sich mehr öffnet und seine beruflichen und persönlichen Sorgen mit ihr teilt. Clay, der noch immer unter Kayas Untreue leidet, kann dies nicht.
Wie sein Freund Warren hofft auch Clay, dass bei einer anstehenden Spendengala genug Geld für ein Entwicklungsprojekt in Harlem zusammenkommt. Als Clay im Zug eine Rede für die Veranstaltung vorbereitet, zu der die gesamte schwarzen Elite erwartet wird, schleicht sich eine junge weiße Frau namens Lula an ihn heran. Erst versucht er sie loszuwerden, weil er sich in seiner Privatsphäre gestört fühlt, doch als sich Lula nicht von Clays Zurückweisung abschrecken lässt und einen glänzenden roten Apfel aus ihrer Tasche holt, liefern sich die beiden einen verbalen Schlagabtausch.

## Produktion
Der Film basiert auf dem Theaterstück The Dutchman von Amiri Baraka aus dem Jahr 1964. Der US-amerikanische Lyriker, Dramatiker, Musikkritiker und Prosaautor verstarb 2014. The Dutchman wurde bereits von dem Briten Anthony Harveys verfilmt mit Shirley Knight in der Rolle von Lula und Al Freeman Jr. in der Rolle von Clay.
Regie führte Andre Gaines, der gemeinsam mit Qasim Basir auch das auf Barakas Stück basierende, in die Moderne übertragene Drehbuch schrieb. Es handelt sich bei The Dutchman nach The One and Only Dick Gregory von 2021 um den zweiten Spielfilm von Gaines. Basir schrieb in der Vergangenheit zumeist die Drehbücher für seine eigenen Filme, zuletzt für To Live And Die And Live.
André Holland spielt den Geschäftsmann Clay und Zazie Beetz dessen Ehefrau Kaya. Sie standen bereits für Steven Soderberghs Filmdrama High Flying Bird gemeinsam vor der Kamera. Stephen McKinley Henderson spielt Dr. Amiri, bei dem sie eine Paartherapie machen. Kate Mara ist in der Rolle von Lula zu sehen, die sich mit Clay im Zug streitet und ihn schließlich verführt. Aldis Hodge spielt Clays Freund Warren. In weiteren Rollen sind Lenny Platt als Officer Parker Barnes, Benjamin Thys als Officer Davis und Kevin Tyler Rodriguez als Officer Luis zu sehen. Das Casting übernahm Joey Montenarello.
Die Filmmusik komponierte Daniel Hart, der in der Vergangenheit mit Regisseuren wie David Lowery und Casey Affleck zusammenarbeitete.
Die Premiere des Films fand am 8. März 2025 beim South by Southwest Film Festival statt. Mitte, Ende April 2025 wurde er beim San Francisco International Film Festival gezeigt. Anfang August 2025 wird The Dutchman beim African American Film Festival vorgestellt.

## Rezeption
Von den bei Rotten Tomatoes aufgeführten Kritiken sind rund zwei Drittel positiv.